# Cousinia leptacantha
Cousinia leptacantha là một loài thực vật có hoa trong họ Cúc. Loài này được (Bornm.) Juz. mô tả khoa học đầu tiên năm 1940.